# Vadětín - Lanšperk
Vadětín - Lanšperk este o arie protejată (arie specială de conservare — SAC, sit de importanță comunitară — SCI) din Republica Cehă întinsă pe o suprafață de 170,81 ha, integral pe uscat.

## Localizare
Centrul sitului Vadětín - Lanšperk este situat la coordonatele 49°59′41″N 16°26′36″E / 49.994722°N 16.443333°E.

## Înființare
Situl Vadětín - Lanšperk a fost declarat sit de importanță comunitară în noiembrie 2009 pentru a proteja un număr necunoscut de specii din flora spontană și fauna sălbatică aflate în arealul zonei. Situl a fost protejat și ca arie specială de conservare în octombrie 2016.

## Biodiversitate
Situată în ecoregiunea continentală, aria protejată conține 2 habitate naturale: Pante stâncoase calcaroase cu vegetație casmofită, Păduri de fag Asperulo-Fagetum.
La baza desemnării sitului se află un număr nedeclarat de specii protejate.